# Castleisland
Castleisland (irisch Oileán Chiarraí) ist eine Landstadt im County Kerry im Südwesten der Republik Irland.

## Der Ort
Castleisland, gesprochen wie Castle Island, bekam seinen Namen von einem 1226 errichteten „Castle of the Island of Kerry“. Bekannt ist der Ort durch die Breite seiner Hauptstraße, die in Irland nur noch von der O’Connell Street in Dublin übertroffen wird.
Die Stadt liegt 13 Kilometer östlich von Tralee, dem Verwaltungssitz der Grafschaft Kerry, und hatte beim Census 2016 eine Einwohnerzahl von 2486 Personen. Mit dem bretonischen Bannalec besteht eine Städtepartnerschaft.

## Einwohnerzahlen
| Jahr      | 1991 | 1996 | 2002 | 2006 | 2011 | 2016 | 2022 |
| Einwohner | 2207 | 2233 | 2162 | 2300 | 2513 | 2486 | 2536 |
| Quelle:   |      |      |      |      |      |      |      |

## Wirtschaft
In Castleisland gibt es einen für die Bauern der Umgebung wichtigen Viehmarkt, auf dem Rinder einzeln oder gruppenweise versteigert werden.

## Verkehrsanbindung
Castleisland liegt am südlichen Ende der Nationalstraße N 21, die von Limerick City (zuerst als N 20) über Newcastle West ins County Kerry führt. In Castleisland knickt die N 21 nach Tralee ab, während die N 23 weiter zur N 22 nach Killarney und über Macroom weiter nach Cork City führt. Die Position als „Vorposten“ auf dem Weg ins westliche und südliche Kerry hat Castleisland auch den Namen Gateway to Kerry eingebracht.
An den Schienenverkehr in Irland ist die Stadt seit 1977 nicht mehr angeschlossen.

## Sehenswürdigkeiten
Mit der erst 1983 entdeckten Crag Cave besitzt Castleisland eine der größten Tropfsteinhöhlen in Irland, die sich über knapp 4 km unter der Stadt erstreckt. Etwa ein Zehntel davon ist öffentlich (geführt) zugänglich und wird jährlich von Tausenden von Besuchern besichtigt.

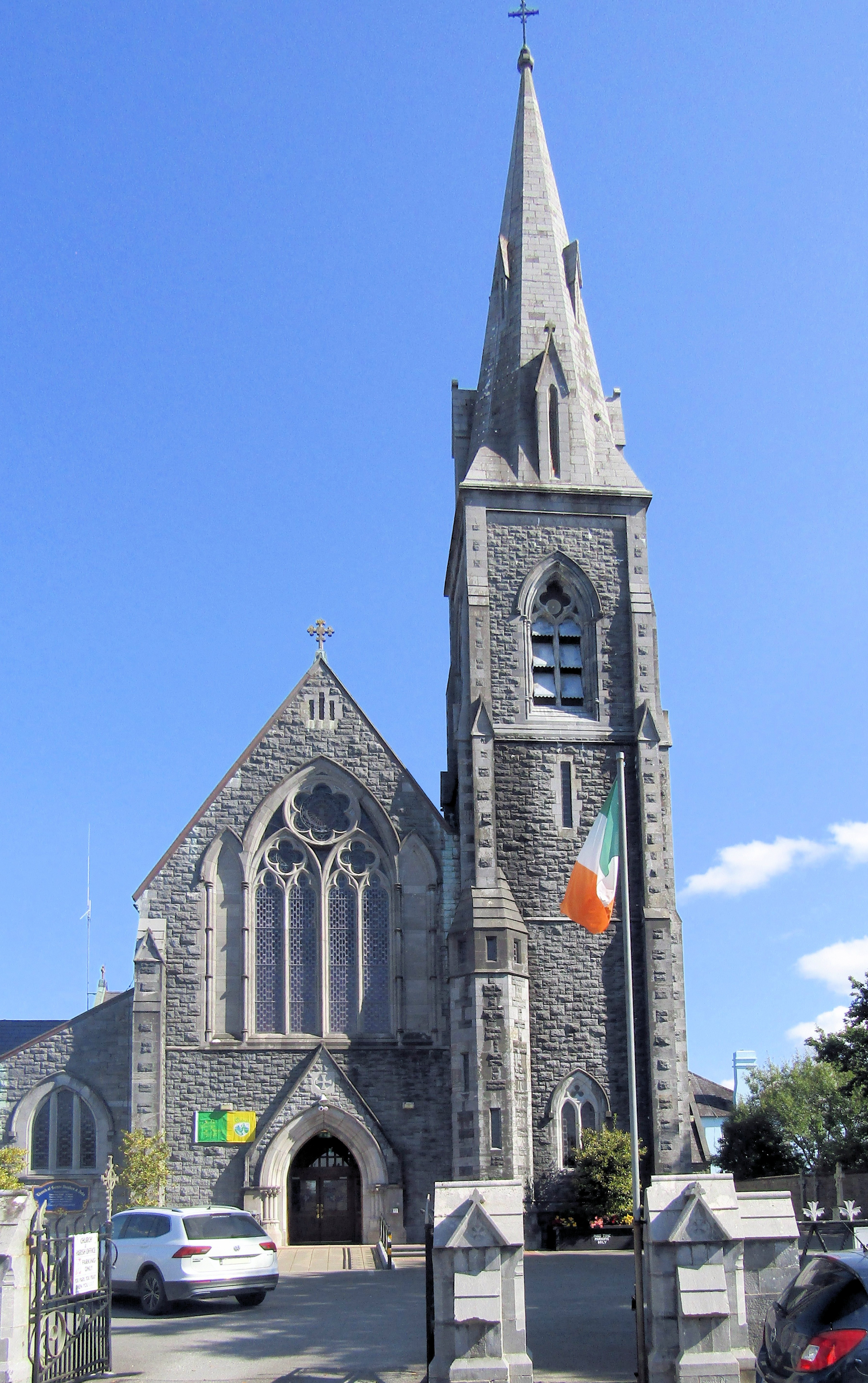
Kirche Saints Stephen and John
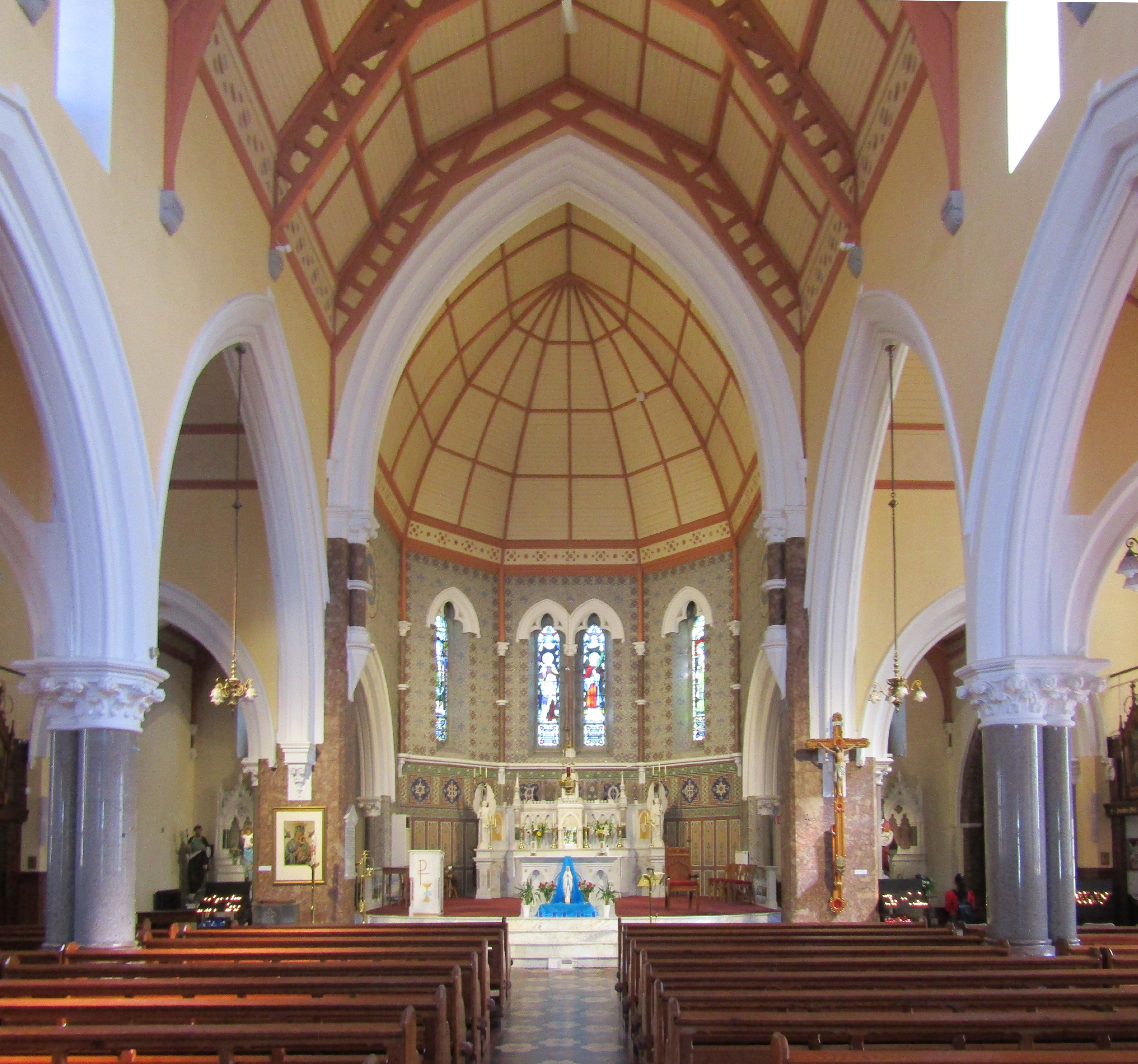
Innenansicht Saints Stephen and John
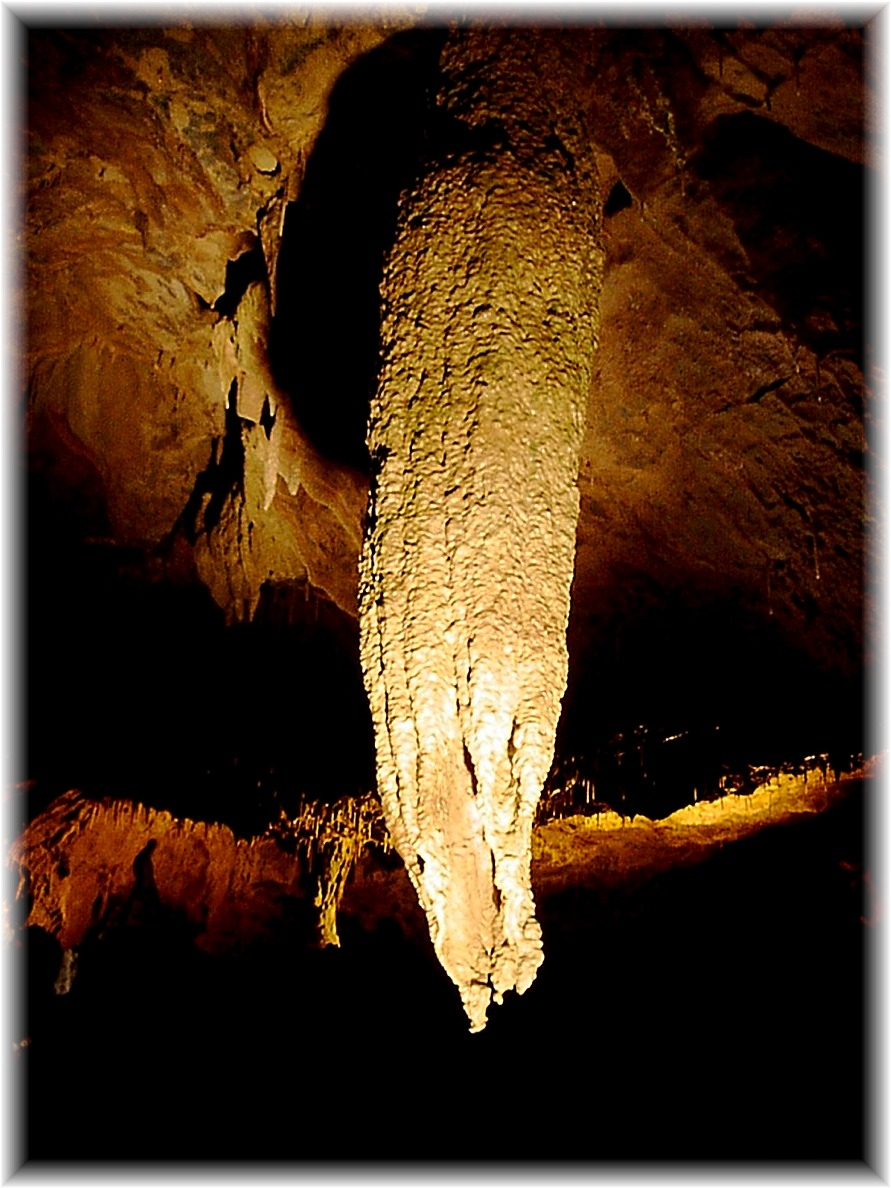
Crag Cave
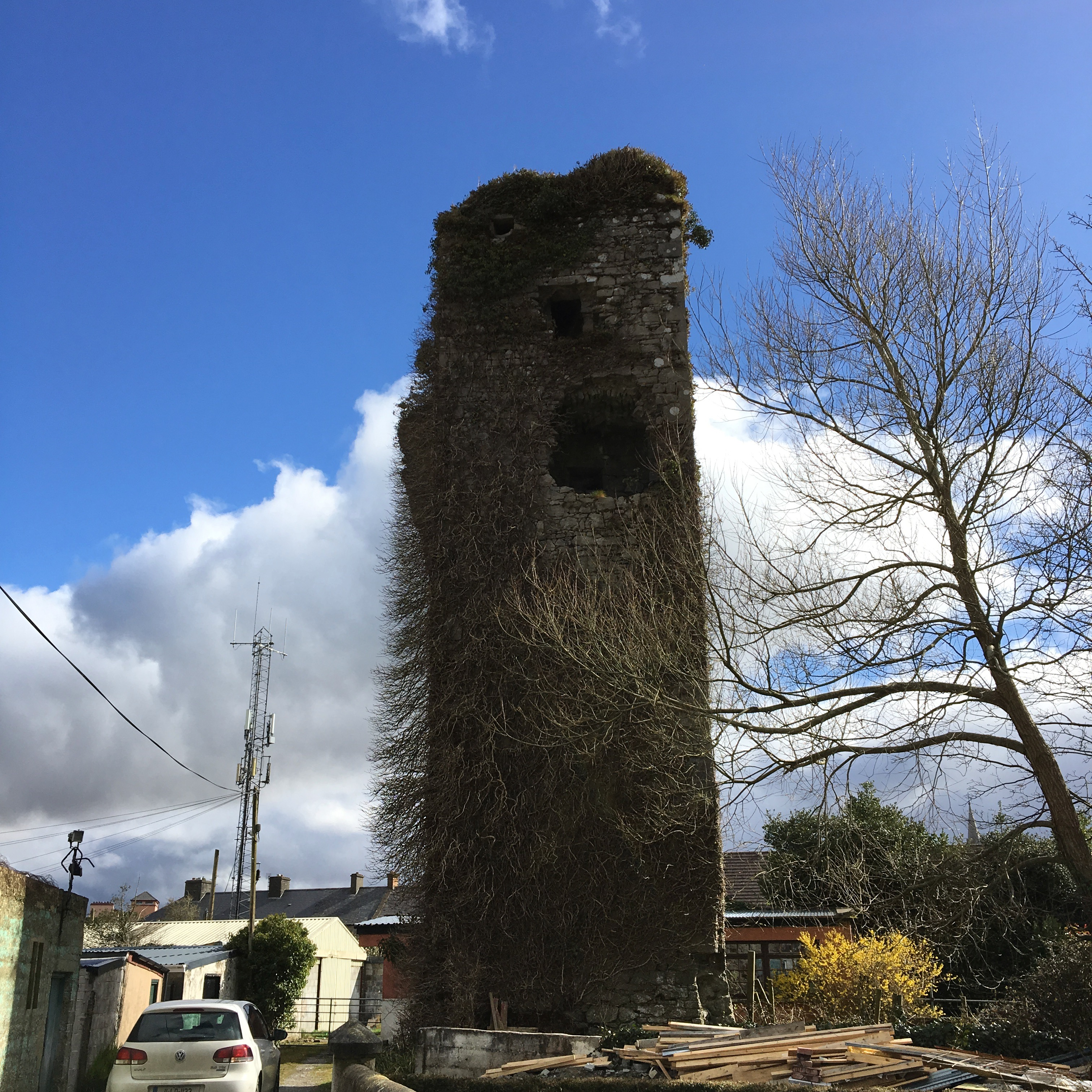
Burgruine
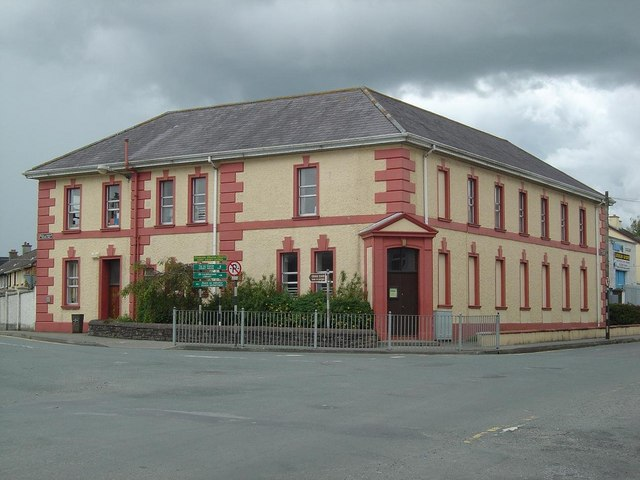
Gericht und Carnegie-Bibliothek
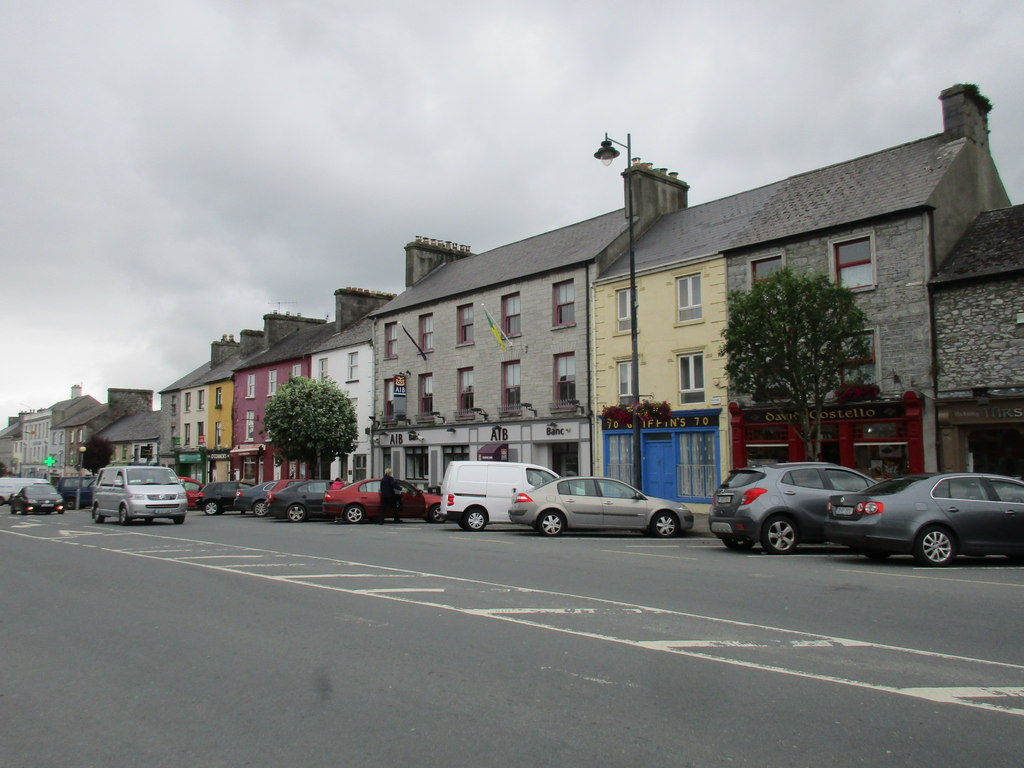
Main Street in Castleisland
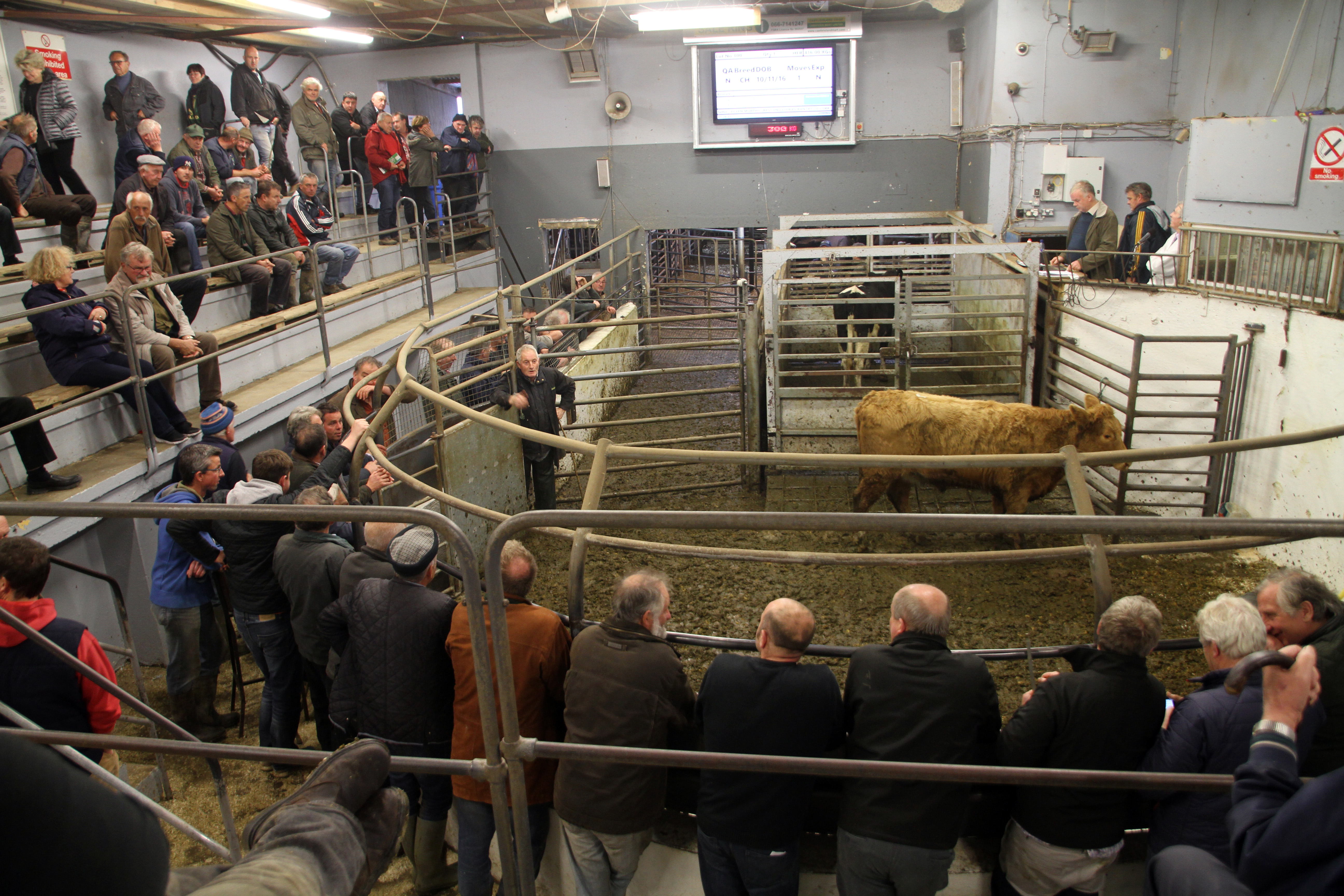
Viehmarkt

## Persönlichkeiten
- Denis Mary Bradley (1846–1903), irisch-US-amerikanischer Geistlicher, katholischer Bischof von Manchester